# Василишки
Васили́шки (бел. Васілішкі) — агрогородок в Щучинском районе Гродненской области Беларуси. Административный центр Василишковского сельсовета. Население 2678 жителей (1992).

## История
Василишки впервые упоминаются в конце XIV века в созданном в Тевтонском ордене так называемом «Описании литовских дорог» (Scriptores rerum Prussicarum T.2 S. 706). В 1499—1766 гг. — староство в составе Виленского воеводства Речи Посполитой. Первыми старостами Василишек были Ян Стецкович (1499 г.), Ян Радзивилл (1500-01 гг.), Василий Львович Глинский (1501-04 гг.), Станислав Кишка (1505-06 гг.), Ян Щитович (1507-15 гг.), Якуб Кунцевич (1518-23 гг.), Ян Радзивилл (1523-41 гг.).
В 1766 году василишковское староство имел во владении Михаил Огинский.
В 1795 году в результате третьего раздела Речи Посполитой перешли в состав Российской империи.
По переписи в 1866 году в Василишках было 244 дворов, а население составляло 1841 жителей (5 человек православных, 453 католиков, 1383 евреев). Действовала православная церковь, католический костёл, синагога, окружная усадьба полиции, почтовая станция и народная школа (86 учеников в 1885 году).
Первый деревянный костёл св. Апостола Петра был построен в Василишках по указу польского короля Казимира Ягеллончика в 1489 году (8086 верующих). В 1655 г. во время Войны России и Речи Посполитой 1654—1667 годов был разрушен. В 1658 г. Мартин Доминик Лимонт, судья лидского земства и будущий витебский каштелян, основал деревянный монастырь доминиканцев, а Катажина Францкевич из рода Абрахамовичей в 1662 году пожертвовала на его обустройство 10 000 злотых. В феврале 1706 года во время второй шведской войны в монастыре на некоторое время останавливался польский король Станислав Лещинский (в это время шведский король Карл XII находился в местечке Желудок).
В 1769—1832 гг. происходило строительство каменного монастыря силами монахов. В 1773 г. в монастыре жило 11 монахов. В 1769 году началось строительство современного каменного костёла Иоанна Крестителя, а в 1790 году состоялось его освящение епископом Волозицким. В 1832 году монастырь был ликвидирован.
С 1921 года деревня входила в состав Польши. В 1939 году занята Красной Армией и вошла в состав БССР. В 1940—1954 годах была центром Василишковского района.
По переписи 1921 года в Василишках было около 275 дворов, жителей — 1874. Из них православных: 9, католиков: 641, евреев: 1223, иных: 1.
Во время немецкой оккупации в мае 1942 года в ходе Холокоста нацисты согнали евреев в гетто и впоследствии убили более 2000 человек.
В 2010 году деревня Василишки преобразована в агрогородок.

## Культура
- Дом культуры
- Историко-краеведческий музей
- Музей ГУО "Василишковская средняя школа"

## Достопримечательности
- Костёл Святого Иоанна Крестителя 1769 года
- Синагога начала XX века
- Еврейское кладбище

## Галерея

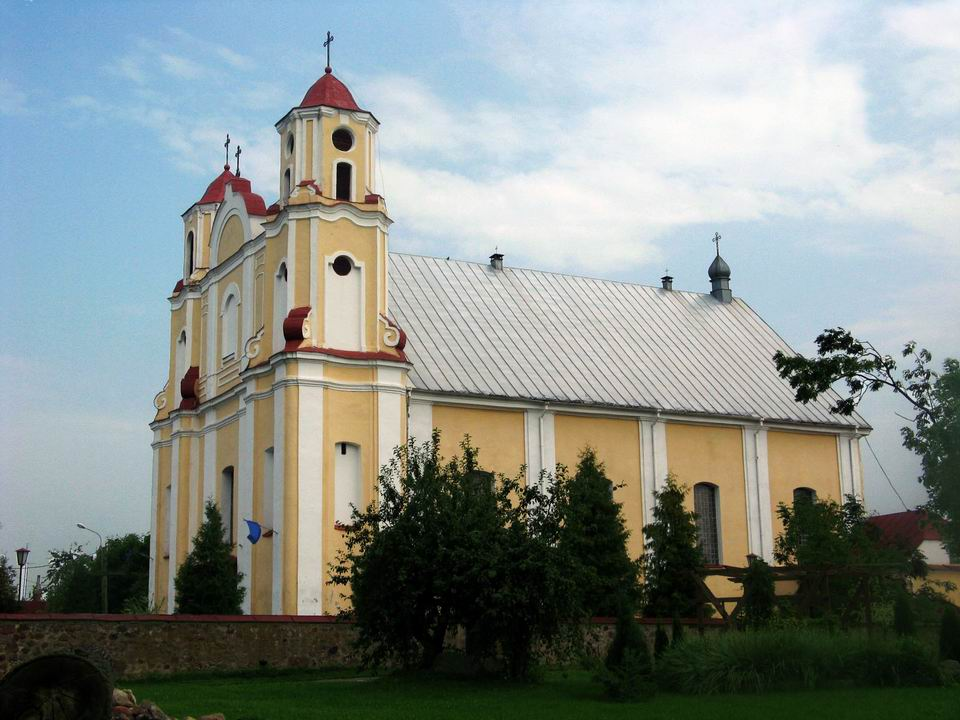
Костёл
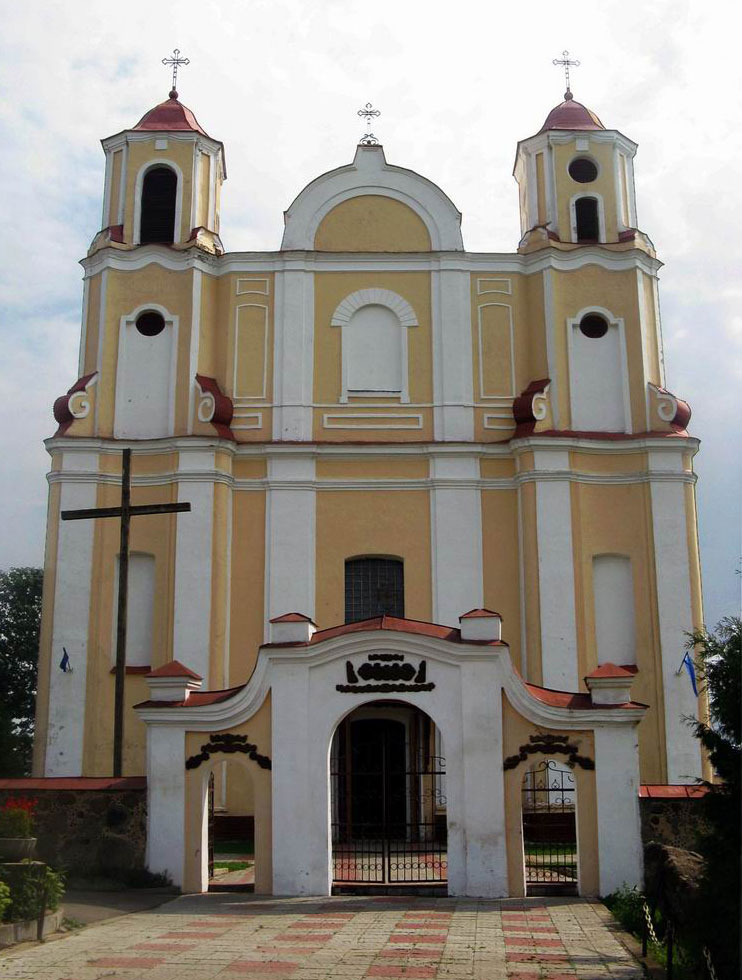
Костёл, главный фасад
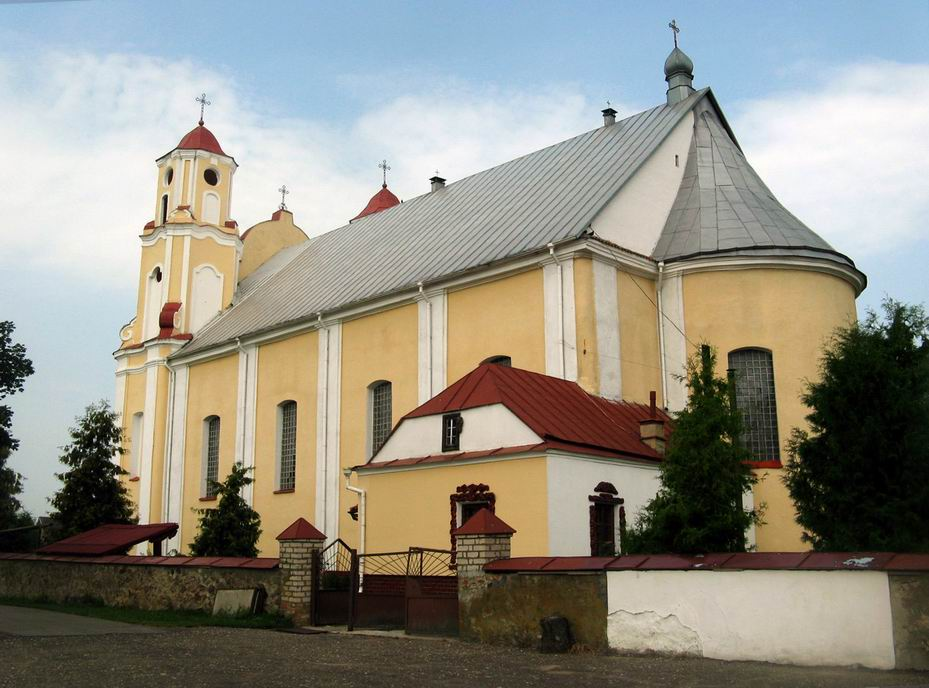
Костёл, со стороны апсиды
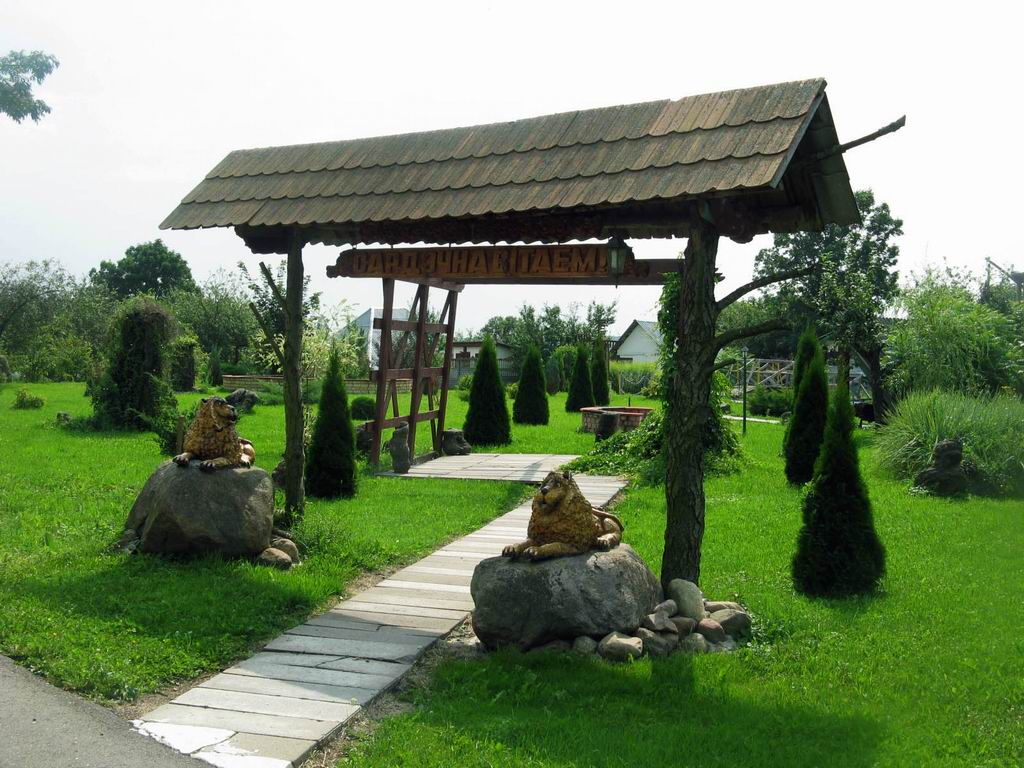
У костёла
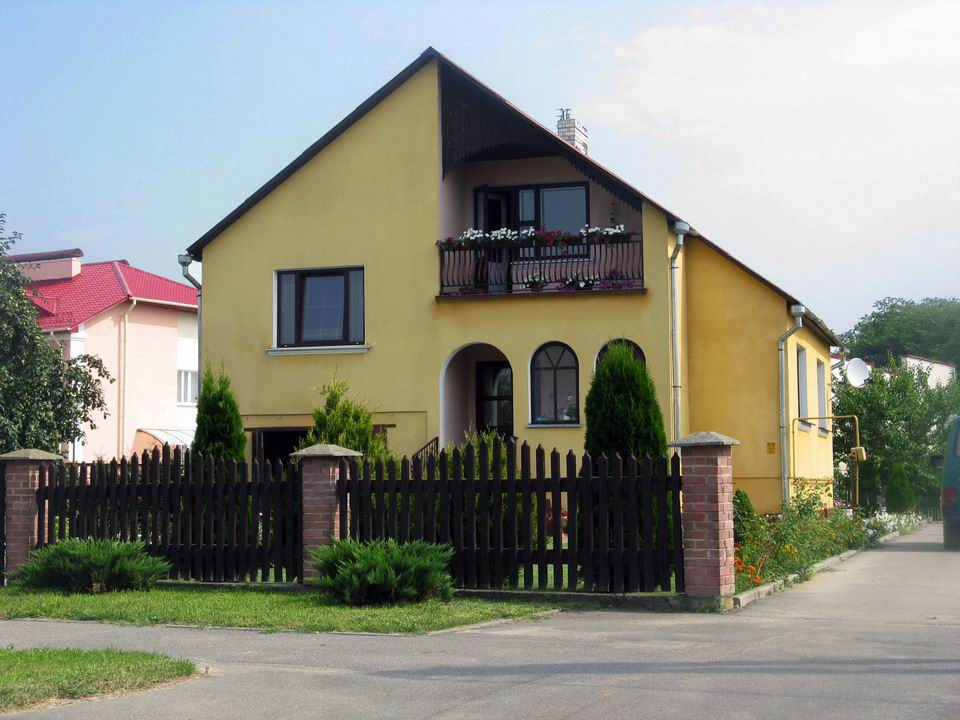
Дом
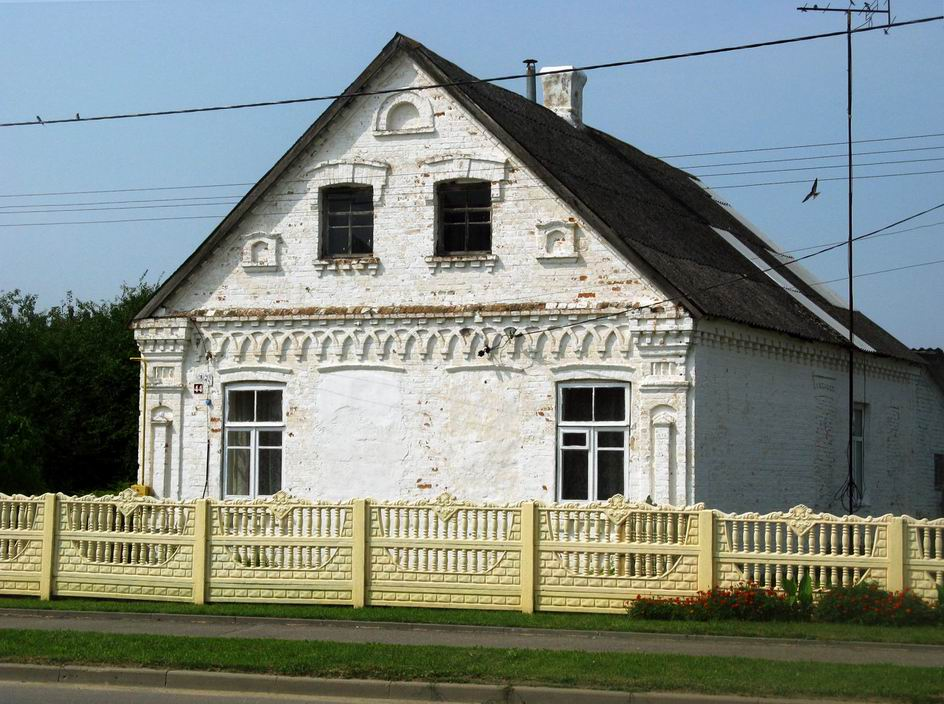
Старинное здание
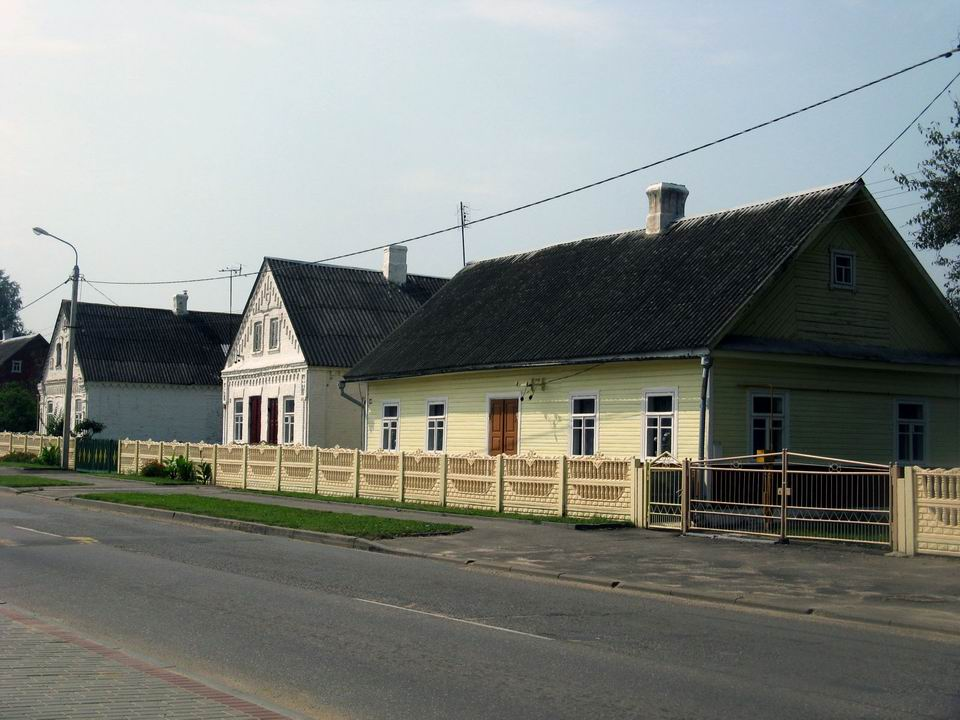
Улица
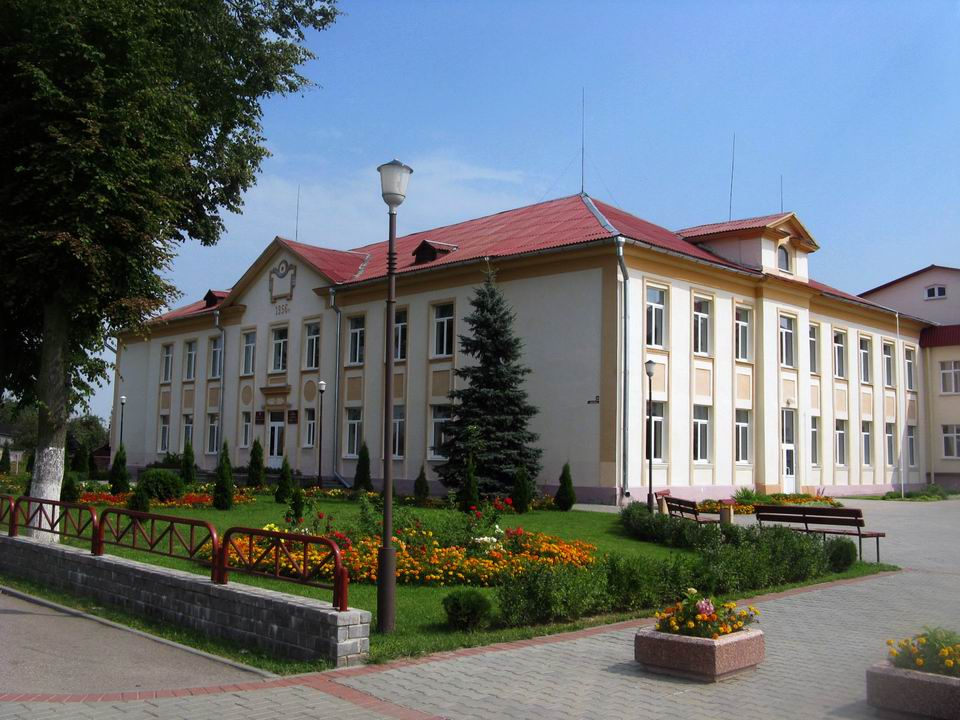
Школа